# Alexander Gordon Laing

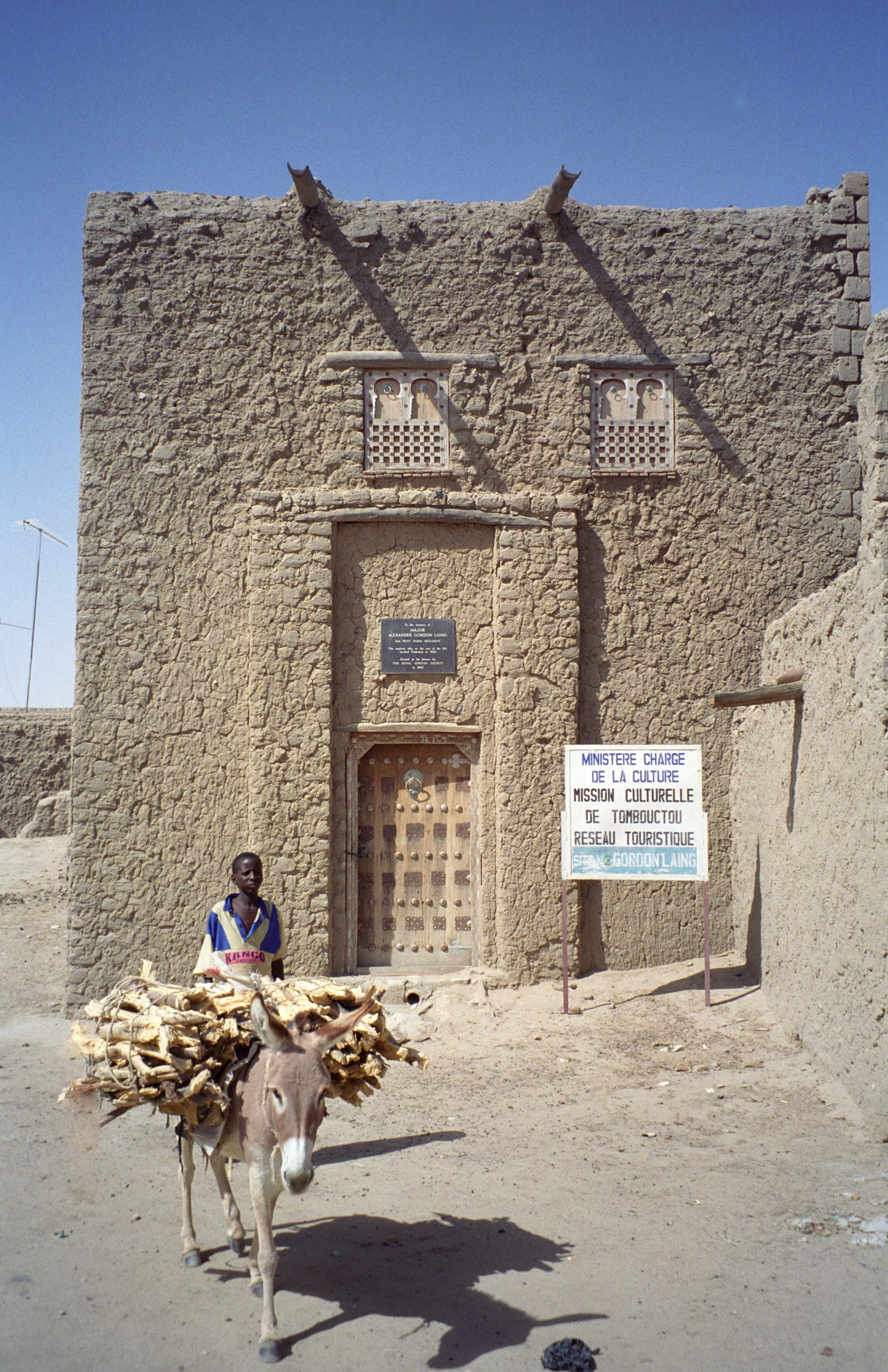
Dom Lainga w Timbuktu

Alexander Gordon Laing (ur. 27 grudnia 1793 w Edynburgu, zm. po 22 września 1826 w pobliżu Timbuktu) – szkocki podróżnik i badacz Afryki Zachodniej, oficer armii brytyjskiej.

## Życiorys
Edukację ukończył w Szkocji; w roku 1822 został oficerem armii brytyjskiej w Indiach. W kilka miesięcy później został przeniesiony do kolonii brytyjskiej Sierra Leone w Afryce. Stanął tam na czele ekspedycji prowadzonej z Freetown w głąb terytoriów zamieszkanych przez plemię Mandinka, dla ustanowienia kontaktów handlowych i likwidacji handlu niewolnikami w regionie. W rok później poprowadził ekspedycję karną przeciwko plemieniu Aszanti w zachodniej Ghanie. W czasie tej wyprawy odkrył rzeczywisty kierunek nurtu rzeki Niger, którą (od czasów Herodota) uznawano za górny bieg Nilu. Dokonane przez Lainga obserwacje i pomiary wysokości na terenach dzisiejszego Mali wykazały, że Niger płynie znacznie niżej i w przeciwnym kierunku niż Nil, a więc nie może być jego źródłem.
W roku 1824 został awansowany do stopnia majora armii brytyjskiej i asystenta brytyjskiego sekretarza wojny i spraw kolonialnych sir Bathursta. Z jego rekomendacji stanął na czele ekspedycji poszukującej źródeł Nigru. W tym celu w maju 1825 roku przybył do Trypolisu w Libii, gdzie spotkał i poślubił córkę konsula brytyjskiego, Emmę Warrington.
19 lipca 1825 roku Laing, wraz ze swym hinduskim służącym Jackiem „Honest” Le Bore i dwoma Murzynami, rozpoczął podróż, której pierwszym etapem było saharyjskie miasto Ghadamis, które odwiedził jako pierwszy Europejczyk. W styczniu 1826 roku wędrowcy zostali zaatakowani przez rozbójników pustynnych z plemienia Tuaregów. W trakcie bitwy Laing został poważnie ranny. Podczas dalszej przeprawy przez pustynię śmierć ponieśli jego najwierniejsi współpracownicy, w tym także Jack Le Bore. Mimo to schorowany podróżnik - jako pierwszy biały człowiek - dotarł do Timbuktu, gdzie kupił dom i zamieszkał na okres kilku miesięcy. 
22 września opuścił miasto, zdecydowany poszukiwać źródeł Nigru. Nikt go więcej nie widział. W dwa lata później francuski podróżnik René-Auguste Caillié doniósł – na podstawie zeznań krajowców – że wkrótce po opuszczeniu Timbuktu Laing został zabity przez swych przewodników, którzy uznali go za chrześcijańskiego szpiega.